# Keith Courage in Alpha Zones
Keith Courage in Alpha Zones (魔神英雄伝ワタル?, Mashin Eiyū Den Wataru) è un videogioco a piattaforme del 1988 sviluppato e pubblicato da Hudson Soft per TurboGrafx-16. Incluso nella confezione della console, il gioco è basato sull'anime Mashin Hero Wataru. Nella versione localizzata in inglese del titolo è incluso un fumetto che racconta la storia del protagonista.

## Trama
Il protagonista del gioco è Keith Courage, membro dell'organizzazione Nations for International Citizens of Earth, che deve difendere la Terra dalla minaccia dei Beastly Alien Dudes.